# 晶體管數量

晶體管數量與引入日期的圖表。根據摩爾定律，曲線顯示每兩年增加一倍。

晶體管數量（英語：transistor count）是多少晶體管導集成電路（IC）。晶體管數量是集成電路複雜性的最常見測量指標，儘管存在一些警告。例如，大多數晶體管都包含在現代微處理器的高速缓冲存储器中，這些微處理器主要由多次複製的相同存儲單元電路組成。晶體管數量增加的速率通常遵循摩爾定律，該定律觀察到晶體管數量大約每兩年增加一倍。截至2022年，市場上可買到的單芯片處理器中晶體管數量最多的晶體管數量為1140億個，這是Apple的M1 Ultra。在其他類型的IC中，例如现场可编程逻辑门阵列（FPGA），英特爾（以前的Altera）Stratix 10擁有最大的晶體管數量，包含超過300億個晶體管。